# Thomas Dunne Books
Thomas Dunne Books est une imprimerie appartenant à St. Martin's Press, et une division de Macmillan Publishers. De 1986 à avril 2020, l'imprimerie édite des livres grand public de fiction et de non-fiction.

## Histoire
L'imprimerie est créée par David Irving, un universitaire, pour éditer une biographie de Joseph Goebbels en 1996, avant d'y renoncer lorsqu'il découvre qu'Irving est un négationniste. 
En octobre 1999, St. Martin's Press édite un livre, Fortunate Son: George W. Bush and the Making of an American President, mais finit par détruire les exemplaires après que divers incidents concernant l'auteur, JH Hatfield, fassent surface. L'auteur a en effet purgé une peine de prison pour une tentative d'attentat à la voiture piégée sur la vie de son ancien patron. Un des rédacteurs en chef de St. Martin's démissionne en signe de protestation contre cette publication.  En novembre, les rédacteurs en chef cessent d'assister aux réunions éditoriales de l'imprimerie et lancent leur propre entreprise concurrente.
En juin 2016, PublishersLunch annonce que Thomas Dunne Books ne compte plus que quatre employés.
En avril 2020, St. Martin's Press décide de fermer l'imprimerie dans le cadre de « la mise en œuvre d'une action de réduction d'emplois et de gel des embauches » en raison des difficultés économiques causées par la pandémie de Covid-19.

### Macmillan Films
Macmillan Films (MF) est lancé par Thomas Dunne Books en octobre 2010. Il produit la série documentaire Gangland Undercover basée sur le livre Vagos, Mongols and Outlaws: My Infiltration of America's Deadliest Biker Gangs, de Charles Falco et Kerrie Droban, que l'imprimerie publie en 2013.
Macmillan Films est rebaptisé Macmillan Entertainment. En avril 2020, le site Web de la division ne répertoriait aucun personnel et aucun produit en développement.